# Siyotobagus
Siyotobagus is een bestuurslaag in het regentschap Tulungagung van de provincie Oost-Java, Indonesië. Siyotobagus telt 2435 inwoners (volkstelling 2010).